# Karta mobilizacyjna
Karta mobilizacyjna – to dokument potwierdzający wyznaczenie żołnierza rezerwy na przydział mobilizacyjny, pracownika lub osoby niebędącej pracownikiem na pracowniczy przydział mobilizacyjny do określonej jednostki wojskowej oraz zobowiązujący do stawienia się w jednostce wojskowej w dniu zarządzenia mobilizacji lub w dniu określonym w karcie, albo pozostawania w gotowości do powołania.
Obecnie obowiązują następujące wzory kart mobilizacyjnych: 
- karta mobilizacyjna z paskiem koloru czerwonego stanowi awizo o powołaniu do czynnej służby osoby posiadającej kartę, zobowiązuje ona do stawienia się do czynnej służby wojskowej w terminie określonym w tej karcie po otrzymaniu wiadomości o ogłoszeniu mobilizacji (obwieszczenia, komunikaty radiowe, telewizyjne, prasowe itp.) lub po otrzymaniu karty powołania do czynnej służby wojskowej;
- karta mobilizacyjna z paskiem koloru zielonego  spełnia rolę awiza dla jej posiadacza o przeznaczeniu go głównie uzupełnienie jednostek wojskowych dopiero w czasie wojny, w związku z tym, pomimo ogłoszenia mobilizacji nie powoduje ona obowiązku natychmiastowego zgłoszenia się do czynnej służby wojskowej, obowiązek stawienia się do czynnej służby wojskowej posiadacza takiej karty mobilizacyjnej, powstaje dopiero po otrzymaniu karty powołania lub specjalnego powiadomienia (podania do wiadomości) o konieczności zgłoszenia się do czynnej służby wojskowej posiadaczy tego rodzaju dokumentu;
- karta mobilizacyjna z paskiem koloru niebieskiego spełnia rolę awiza o przeznaczeniu dla osób cywilnych posiadającej kartę do pracy w jednostce wojskowej w razie ogłoszenia mobilizacji lub w czasie wojny, zobowiązuje ona do stawienia się do pracy w jednostce wojskowej w terminie określonym w tej karcie po otrzymaniu wiadomości o ogłoszeniu mobilizacji (obwieszczenia, komunikaty radiowe, telewizyjne, prasowe itp.) lub po otrzymaniu wezwania w sprawie powszechnego obowiązku obrony.